# Dimitrovgrad (huyện)
Dimitrovgrad là một huyện thuộc tỉnh Haskovo, Bungaria. Dân số thời điểm năm 2001 là 64857 người.